# Črnivec
Črnivec je naselje v Občini Radovljica.